# Das kapitalistische Manifest
Das Kapitalistische Manifest ist ein Buch des schwedischen Politikwissenschaftlers Johan Norberg von 2001. Es erschien in Schweden unter dem Titel Till världskapitalismens försvar. Die deutsche Übersetzung kam 2003 auf den Markt.

## Inhalt
In dem Buch spricht sich Norberg für weltweiten Freihandel aus und fordert die Abschaffung von Protektionismus in Form von Handelsbarrieren und Zöllen. Norberg bestreitet vehement die Vorwürfe von Globalisierungskritikern, dass es den Armen weltweit immer schlechter gehe. Er verweist dabei u. a. auf UNDP-Statistiken, denen zufolge die Zahl derer, die in absoluter Armut leben, sich um 200 Millionen verringert habe, und das in ein paar Jahrzehnten. Norberg schreibt: „Das UNDP, das Entwicklungsprogramm der Vereinten Nationen, hat festgestellt, dass innerhalb der letzten 50 Jahre die Armut auf der Welt stärker als in den vorhergehenden 500 Jahren zusammen abgenommen hat.“
Die Ursache dafür sei der Kapitalismus, so Norberg: „Je höher der Grad der wirtschaftlichen Liberalisierung in einem Land ist, desto größer ist die Chance auf mehr Wohlstand, schnelleres Wachstum, höheren Lebensstandard und längere Lebenserwartung. In den Ländern mit der größten wirtschaftlichen Freiheit sind die Menschen fast zehnmal so reich wie in den Ländern mit der geringsten Freiheit und leben mehr als 20 Jahre länger!“

## Buchbesprechungen
Die Frankfurter Allgemeine Sonntagszeitung vom 21. Dezember 2003 zählte das Werk zu den zehn besten Wirtschaftsbüchern des Jahres 2003.
Norbert Blüm, Bundesminister für Arbeit und Sozialordnung in der Regierung Kohl, eröffnet seine Rezension mit dem Satz: "Ich habe selten so viel Quatsch in einem Buch angehäuft gelesen wie in Norbergs 'Kapitalistischem Manifest'".